# Meldert (Limbourg)
Pour les articles homonymes, voir Meldert.
Meldert est une section de la commune belge de Lummen située en Région flamande dans la province de Limbourg. C'était une commune à part entière avant la fusion des communes de 1977.

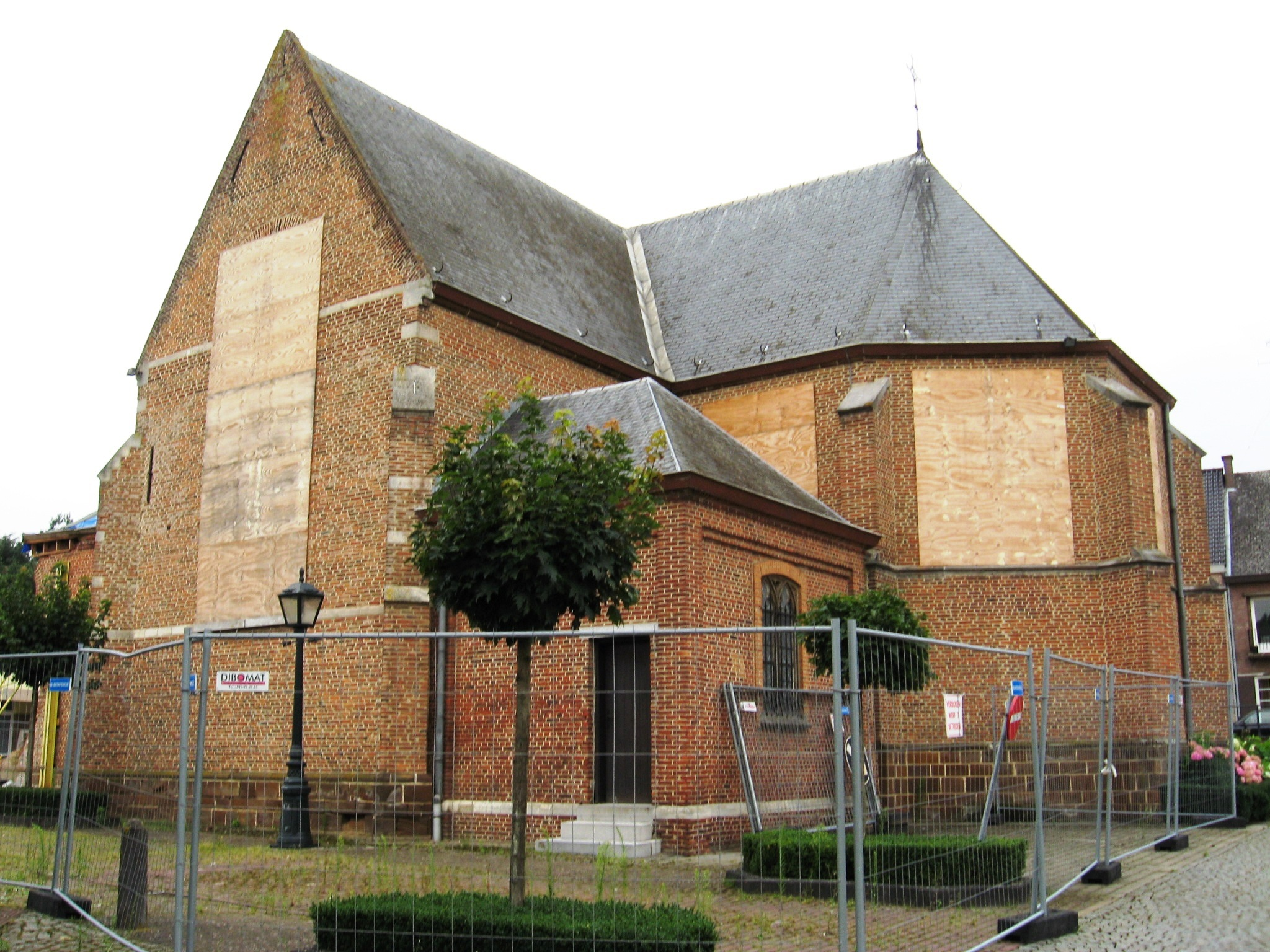
Église Saint-Willibrord après la chute du clocher en 2006

## Évolution démographique
- Sources: INS, www.limburg.be et Commune de Lummen